# Poul Svanholm
Poul Johan Svanholm (født 7. juni 1933 i Aalborg, død 17. november 2021) var en dansk advokat og tidligere erhvervsleder og politiker. Han var gift med kunsthistorikeren Lise Svanholm. I 1972 blev han adm. direktør for De forenede Bryggerier og fra 1982 til 1996 var han koncerndirektør for virksomheden, der siden 1987 blot har heddet Carlsberg.
Poul Svanholm var søn af landsretssagfører Poul Svanholm og hustru Gerda f. Stougaard, blev student fra Aalborg Katedralskole 1951 og cand.jur. 1958. I studietiden var han formand for Studenterrådet ved Københavns Universitet 1954-55. 5. juli 1957 giftede han sig med Lise Svanholm, født Andersen. 1958 blev han advokatfuldmægtig i København, advokat 1961 og fik møderet for landsret.
I 1961 blev han ansat som direktionssekretær ved Carlsberg Bryggerierne, hvor han senere kom til at lægge det meste af sin karriere. 1962 - 1972 var Svanholm direktør i Vingaarden A/S i Odense (Odense Vin Kompagni, J. Jacobsen Company m.fl.). Samtidig fik Svanholm en politisk karriere som konservativt medlem af Odense Byråd 1966-71 og viceborgmester 1967-71.
1972 blev han adm. direktør i De forenede Bryggerier A/S og var direktionens formand fra 1974. De forenede Bryggerier var fusioneret med Carlsberg i 1969, og det faldt i Svanholms lod at implementere fusionen i praksis. De forenede Bryggerier var Danmarks ubetinget største bryggerikoncern, men havde en overkapacitet: Efter talrige fusioner og opkøb rådede firmaet over for mange produktionssteder. Svanholm tog fat på denne opgave og frasolgte bl.a. Kongens Bryghus-afdelingen på Vodroffsvej. Samtidig stod det klart, at udviklingen primært skulle foregå hos Carlsberg i Valby, hvorfor Tuborgs anlæg gradvist skulle udfases. Allerede i 1979 blev der etableret et stort og moderne bryggeri i Fredericia til afløsning for Tuborg. Tuborg lukkede endegyldigt i 1998, to år efter Svanholms afgang fra ledelsen. I Svanholms tid blev orienteringen mod internationale markeder fortsat, og fundamentet til Carlsbergs position på det internationale ølmarked blev bygget op.
Fra 1972 var Svanholm medlem af bestyrelsen (viceformand) for Bryggeriforeningen og fra 1972 medlem af Industrirådets hovedbestyrelse, hvor de mest betydningsfulde danske erhvervsledere samledes. Svanholm var desuden 1986-96 som eneste dansker med i Roundtable of European Industrialists.
Han var 1983-2003 bestyrelsesformand for Den Danske Bank og 1978-2010 medlem og senest næstformand i A.P. Møller-Mærsk. Han var tillige formand for Thomas B. Thriges Fond.
Svanholm var også formand for bestyrelsen for Vingaarden A/S, Scanwine Ltd. A/S, Carl Permins Vinhandel A/S og Lorentz Petersen A/S samt medlem af bestyrelsen for Thrige-Titan A/S, A/S Dansk Coladrik, Tuborgfondet og Kijafa-Fonden.
Poul Svanholm modtog i 1997 Storkors af Dannebrogordenen og fik Den kongelige Belønningsmedaille, Egekrone Ordenen, Fortjenstorden (Benemerência), Gorkha-Dakshina Bãhu Orden, Ordenen "The British Empire" og Ærestegn for Fortjenester.
Svanholm døde 17. november 2021 efter flere år med dårligt helbred.